# ニューヨーク・ヤンクス
ニューヨーク・ブルドッグス/ヤンクスは、1949年から1951年までNFLに所属していたアメリカン・フットボールチームである。

## 歴史
ニューヨークに本拠地を構える希望を持っていたボストン・ヤンクスのオーナーが、当初の希望地のニューヨークにチームを移転させる際、税制上の問題から、一旦チームを解散させ、新設したのが、ニューヨーク・ブルドッグスである。チームは当初、ポロ・グラウンズを本拠地としていたが、1950年、NFLに吸収合併されたAAFCのニューヨーク・ヤンキースから多くの選手を受け入れ、本拠地をヤンキー・スタジアムに移転させ、チーム名も「ニューヨーク・ヤンクス」と変更した。
1951年のオフに、チームの権利がリーグに売却され、チームは消滅した。ダラスのグループがその権利を購入し、ダラスに移転させ、「ダラス・テキサンズ」と命名した。

## シーズン成績
|              | 年   | 勝 | 敗 | 分 | 順位           |
| ------------ | ---- | -- | -- | -- | -------------- |
| ブルドッグス | 1949 | 1  | 10 | 1  | 東地区5位      |
| ヤンクス     | 1950 | 7  | 5  | 0  | ナショナルC3位 |
| ヤンクス     | 1951 | 1  | 9  | 2  | ナショナルC6位 |